# 聖公會李兆強小學
聖公會李兆強小學（英語：S.K.H. Lee Shiu Keung Primary School）為香港觀塘區一所著名津貼小學，位於藍田平田邨，於1970年創立，1996年遷入現存校舍。

## 歷史
此校在遷址前名為聖公會兆強小學，於1970年創立，為全港第50座「火柴盒」小學。早年此校僅設立上午校，至1976年才開設下午校。
由於聖公會基孝中學永久校舍尚未建成，此校於1972-1976年間，曾借出部份課室供該校使用。
由於藍田邨15座及原來校址於1998年4月（最後延至同年12月）清拆重建為居屋（後改為公屋，即現在的安田邨），故此校於1991年起申請新校舍，隨後於1996年初獲准遷往同區平田邨新建校舍。而在該年暑假完成重置後，此校更名為聖公會李兆強小學。
因應政府鼓勵小學改辦全日制，但新校舍空間不足，下午校於2001年再次申請同區千禧校舍，並獲批准。兩年後，下午校分拆為聖公會德田李兆強小學，而上午校繼續在原址上課，並改為全日制至今。

## 校政管理

### 歷任校監
- 王文瀚先生[6]（1970年–1975年，創校校監）
- 李守慧先生，JP（1975年–1987年；兼任同系李求恩紀念中學校長；2006年逝世）[7]
- 郭始基先生（1987年–？）[8]
- 黎韋潔蓮女士[9]
- 王麗芬女士

### 歷任校長

#### 上午校及全日制
- 張國光先生[8]
- 羅德意先生（2000–2009）
- 楊安振先生[9]
- 何啟安先生（2009–2019）
- 陳小燕女士（2019–2024）
- 劉強先生 （2024至今）

#### 下午校
- 陳玉書先生[7]
- 曾仲然先生[8]
- 廖呂麗青女士（？–2003年，後過渡至德田李兆強小學）

### 歷任副校長
- 王惠娟女士
- 李明珠女士
- 王文華先生
- 黃良凱先生
- 霍燕玲女士
- 司徒家盈女士

## 著名/傑出校友
聖公會李兆強小學舊生
- 廖俊翔：聖若瑟書院首位超級狀元（2024年香港中學文憑考試7科5**）
- 楊潮凱：香港男藝人

聖公會兆強小學舊生
- 魏志豪（1985年下午校）：前蘋果公司技術人員，前東區區議員（曾於同系的聖公會約榮小學就讀三年，後轉至此校）
- 柯創盛（1989年）：觀塘區區議員（由同一屋邨的培成小學轉至此校）
- 陳國賓：香港註冊營養師
- 漢洋：香港男歌手